# Puchar Świata w biathlonie 2004/2005
Puchar Świata w biathlonie 2004/2005 to 28. sezon w historii tej dyscypliny sportu. Pierwsze zawody odbyły się 2 grudnia 2004 w norweskim Beitostølen, zaś zakończenie nastąpiło w rosyjskim Chanty-Mansyjsku 19 marca. Główną imprezą sezony były mistrzostwa świata w Hochfilzen.
Klasyfikację generalną panów wygrał Norweg Ole Einar Bjørndalen wyprzedzając o 11 punktów Niemca Svena Fischera oraz o 54 Francuza Raphaëla Poirée. Francuz zdobył „małą kryształową kulę” w biegu masowym, a pozostałe klasyfikacje wygrali Niemiec Michael Greis (bieg indywidualny), Ole Einar Bjørndalen (sprint) oraz Sven Fischer (bieg pościgowy). Klasyfikacje sztafet oraz pucharu narodów wygrali Norwegowie.
Wśród pań najlepsza była Francuzka Sandrine Bailly, która zgromadziła 847 punktów i o 14 wyprzedziła Kati Wilhelm z Niemiec oraz o 17 Rosjankę Olgę Pylową. Bailly wygrała również klasyfikację biegu pościgowego. „Małą kryształową kulę” za zwycięstwo w klasyfikacji biegu indywidualnego oraz biegu masowego zdobyły Rosjanki, odpowiednio Olga Pylowa oraz Olga Zajcewa. W sprincie najlepsza okazała się Kati Wilhelm. Puchar narodów oraz klasyfikację sztafet zdominowały Rosjanki.

## Kalendarz
- Beitostølen – 2 - 5 grudnia 2004
- Holmenkollen – 9 - 12 grudnia 2004
- Östersund – 16 - 19 grudnia 2004
- Oberhof – 6 - 9 stycznia 2005
- Ruhpolding – 12 - 16 stycznia 2005
- Anterselva – 20 - 23 stycznia 2005
- Pragelato – 10 - 13 lutego 2005
- Pokljuka – 17 - 20 lutego 2005
- Hochfilzen – 5 - 13 marca 2005 (MŚ)
- Chanty-Mansyjsk – 16 - 20 marca 2005

## Mężczyźni

### Wyniki
| 1. Beitostølen, 02.12.2004 – 05.12.2004 | 1. Beitostølen, 02.12.2004 – 05.12.2004 | 1. Beitostølen, 02.12.2004 – 05.12.2004                                          | 1. Beitostølen, 02.12.2004 – 05.12.2004                              | 1. Beitostølen, 02.12.2004 – 05.12.2004                                     |
| Data                                    | Konkurencja                             | miejsce                                                                          | miejsce                                                              | miejsce                                                                     |
| --------------------------------------- | --------------------------------------- | -------------------------------------------------------------------------------- | -------------------------------------------------------------------- | --------------------------------------------------------------------------- |
| 2 grudnia                               | Sprint (10 km)                          | Ole Einar Bjørndalen                                                             | Nikołaj Krugłow                                                      | Raphaël Poirée                                                              |
| 4 grudnia                               | Bieg pościgowy (12,5 km)                | Sven Fischer                                                                     | Nikołaj Krugłow                                                      | Siergiej Rożkow                                                             |
| 5 grudnia                               | Sztafeta (4 * 7,5 km)                   | Norwegia Halvard Hanevold · Stian Eckhoff · Egil Gjelland · Ole Einar Bjørndalen | Niemcy Peter Sendel · Ricco Groß · Andreas Birnbacher · Sven Fischer | Rosja Filip Szulman · Nikołaj Krugłow · Siergiej Czepikow · Siergiej Rożkow |

| 2. Oslo/Holmenkollen, 09.12.2004 – 12.12.2004 | 2. Oslo/Holmenkollen, 09.12.2004 – 12.12.2004 | 2. Oslo/Holmenkollen, 09.12.2004 – 12.12.2004 | 2. Oslo/Holmenkollen, 09.12.2004 – 12.12.2004 | 2. Oslo/Holmenkollen, 09.12.2004 – 12.12.2004 |
| Data                                          | Konkurencja                                   | miejsce                                       | miejsce                                       | miejsce                                       |
| --------------------------------------------- | --------------------------------------------- | --------------------------------------------- | --------------------------------------------- | --------------------------------------------- |
| 9 grudnia                                     | Bieg indywidualny (20 km)                     | Sven Fischer                                  | Ole Einar Bjørndalen                          | Tomasz Sikora                                 |
| 11 grudnia                                    | Sprint (10 km)                                | Ole Einar Bjørndalen                          | Raphaël Poirée                                | Halvard Hanevold                              |
| 12 grudnia                                    | Bieg pościgowy (12,5 km)                      | Sven Fischer                                  | Raphaël Poirée                                | Ole Einar Bjørndalen                          |

| 3. Östersund, 15.12.2004 – 19.12.2004 | 3. Östersund, 15.12.2004 – 19.12.2004 | 3. Östersund, 15.12.2004 – 19.12.2004 | 3. Östersund, 15.12.2004 – 19.12.2004 | 3. Östersund, 15.12.2004 – 19.12.2004 |
| Data                                  | Konkurencja                           | miejsce                               | miejsce                               | miejsce                               |
| ------------------------------------- | ------------------------------------- | ------------------------------------- | ------------------------------------- | ------------------------------------- |
| 15 grudnia                            | Sprint (10 km)                        | Stian Eckhoff                         | Frode Andresen                        | Siergiej Rożkow                       |
| 17 grudnia                            | Bieg pościgowy (12,5 km)              | Egil Gjelland                         | Siergiej Rożkow                       | Raphaël Poirée                        |
| 19 grudnia                            | Bieg masowy                           | Raphaël Poirée                        | Siergiej Rożkow                       | Iwan Czeriezow                        |

| 4. Oberhof, 06.01.2005 – 09.01.2005 | 4. Oberhof, 06.01.2005 – 09.01.2005 | 4. Oberhof, 06.01.2005 – 09.01.2005                                       | 4. Oberhof, 06.01.2005 – 09.01.2005                            | 4. Oberhof, 06.01.2005 – 09.01.2005                                         |
| Data                                | Konkurencja                         | miejsce                                                                   | miejsce                                                        | miejsce                                                                     |
| ----------------------------------- | ----------------------------------- | ------------------------------------------------------------------------- | -------------------------------------------------------------- | --------------------------------------------------------------------------- |
| 6 stycznia                          | Sztafeta (4 * 7,5 km)               | Szwecja David Ekholm · Björn Ferry · Mattias Nilsson · Carl Johan Bergman | Niemcy Daniel Graf · Ricco Groß · Sven Fischer · Michael Greis | Rosja Siergiej Rożkow · Pawieł Rostowcew · Nikołaj Krugłow · Iwan Czeriezow |
| 7 stycznia                          | Sprint (10 km)                      | Sven Fischer                                                              | Frode Andresen                                                 | Egil Gjelland                                                               |
| 9 stycznia                          | Bieg pościgowy (12,5 km)            | Raphaël Poirée                                                            | Sven Fischer                                                   | Alexander Wolf                                                              |

| 5. Ruhpolding, 13.01.2005 – 16.01.2005 | 5. Ruhpolding, 13.01.2005 – 16.01.2005 | 5. Ruhpolding, 13.01.2005 – 16.01.2005                                           | 5. Ruhpolding, 13.01.2005 – 16.01.2005                            | 5. Ruhpolding, 13.01.2005 – 16.01.2005                                          |
| Data                                   | Konkurencja                            | miejsce                                                                          | miejsce                                                           | miejsce                                                                         |
| -------------------------------------- | -------------------------------------- | -------------------------------------------------------------------------------- | ----------------------------------------------------------------- | ------------------------------------------------------------------------------- |
| 13 stycznia                            | Sztafeta (4 * 7,5 km)                  | Norwegia Egil Gjelland · Stian Eckhoff · Halvard Hanevold · Ole Einar Bjørndalen | Niemcy Alexander Wolf · Ricco Groß · Sven Fischer · Michael Greis | Austria Christoph Sumann · Wolfgang Perner · Wolfgang Rottmann · Ludwig Gredler |
| 15 stycznia                            | Sprint (10 km)                         | Ole Einar Bjørndalen                                                             | Raphaël Poirée                                                    | Rene Laurent Vuillermoz                                                         |
| 16 stycznia                            | Bieg pościgowy (12,5 km)               | Ole Einar Bjørndalen                                                             | Lars Berger                                                       | Ricco Groß                                                                      |

| 6. Anterselva, 19.01.2005 – 23.01.2005 | 6. Anterselva, 19.01.2005 – 23.01.2005 | 6. Anterselva, 19.01.2005 – 23.01.2005 | 6. Anterselva, 19.01.2005 – 23.01.2005 | 6. Anterselva, 19.01.2005 – 23.01.2005 |
| Data                                   | Konkurencja                            | miejsce                                | miejsce                                | miejsce                                |
| -------------------------------------- | -------------------------------------- | -------------------------------------- | -------------------------------------- | -------------------------------------- |
| 19 stycznia                            | Bieg indywidualny (20 km)              | Ole Einar Bjørndalen                   | Zhang Chengye                          | Nikołaj Krugłow                        |
| 21 stycznia                            | Sprint (10 km)                         | Ole Einar Bjørndalen                   | Frode Andresen                         | Sven Fischer                           |
| 23 stycznia                            | Bieg pościgowy (12,5 km)               | Ole Einar Bjørndalen                   | Siergiej Czepikow                      | Halvard Hanevold                       |

| 7. Cesana San Sicario, 09.02.2005 – 13.02.2005 | 7. Cesana San Sicario, 09.02.2005 – 13.02.2005 | 7. Cesana San Sicario, 09.02.2005 – 13.02.2005                             | 7. Cesana San Sicario, 09.02.2005 – 13.02.2005                               | 7. Cesana San Sicario, 09.02.2005 – 13.02.2005                          |
| Data                                           | Konkurencja                                    | miejsce                                                                    | miejsce                                                                      | miejsce                                                                 |
| ---------------------------------------------- | ---------------------------------------------- | -------------------------------------------------------------------------- | ---------------------------------------------------------------------------- | ----------------------------------------------------------------------- |
| 9 lutego                                       | Bieg indywidualny (20 km)                      | Michael Greis                                                              | Siergiej Czepikow                                                            | Siergiej Rożkow                                                         |
| 11 lutego                                      | Sprint (10 km)                                 | Siergiej Rożkow                                                            | Björn Ferry                                                                  | Aleksandr Syman                                                         |
| 13 lutego                                      | Sztafeta (4 * 7,5 km)                          | Norwegia Frode Andresen · Egil Gjelland · Stian Eckhoff · Halvard Hanevold | Rosja Iwan Czeriezow · Nikołaj Krugłow · Siergiej Czepikow · Siergiej Rożkow | Niemcy Daniel Graf · Sven Fischer · Andreas Birnbacher · Alexander Wolf |

| 8. Pokljuka, 16.02.2005 – 20.02.2005 | 8. Pokljuka, 16.02.2005 – 20.02.2005 | 8. Pokljuka, 16.02.2005 – 20.02.2005 | 8. Pokljuka, 16.02.2005 – 20.02.2005 | 8. Pokljuka, 16.02.2005 – 20.02.2005 |
| Data                                 | Konkurencja                          | miejsce                              | miejsce                              | miejsce                              |
| ------------------------------------ | ------------------------------------ | ------------------------------------ | ------------------------------------ | ------------------------------------ |
| 16 lutego                            | Sprint (10 km)                       | Aleksandr Syman                      | Siergiej Rożkow                      | Andreas Birnbacher                   |
| 18 lutego                            | Bieg pościgowy (12,5 km)             | Nikołaj Krugłow                      | Siergiej Rożkow                      | Andreas Birnbacher                   |
| 20 lutego                            | Bieg masowy (15 km)                  | Ole Einar Bjørndalen                 | Raphaël Poirée                       | Stian Eckhoff                        |

| Mistrzostwa świata Hochfilzen, 04.03.2005 – 13.03.2005 | Mistrzostwa świata Hochfilzen, 04.03.2005 – 13.03.2005 | Mistrzostwa świata Hochfilzen, 04.03.2005 – 13.03.2005                           | Mistrzostwa świata Hochfilzen, 04.03.2005 – 13.03.2005                         | Mistrzostwa świata Hochfilzen, 04.03.2005 – 13.03.2005                              |
| Data                                                   | Konkurencja                                            | miejsce                                                                          | miejsce                                                                        | miejsce                                                                             |
| ------------------------------------------------------ | ------------------------------------------------------ | -------------------------------------------------------------------------------- | ------------------------------------------------------------------------------ | ----------------------------------------------------------------------------------- |
| 5 marca                                                | Sprint (10 km)                                         | Ole Einar Bjørndalen                                                             | Sven Fischer                                                                   | Ilmārs Bricis                                                                       |
| 6 marca                                                | Bieg pościgowy (12,5 km)                               | Ole Einar Bjørndalen                                                             | Siergiej Czepikow                                                              | Sven Fischer                                                                        |
| 9 marca                                                | Bieg indywidualny (20 km)                              | Roman Dostál                                                                     | Michael Greis                                                                  | Ricco Groß                                                                          |
| 12 marca                                               | Sztafeta (4 * 7,5 km)                                  | Norwegia Halvard Hanevold · Stian Eckhoff · Egil Gjelland · Ole Einar Bjørndalen | Rosja Siergiej Rożkow · Nikołaj Krugłow · Pawieł Rostowcew · Siergiej Czepikow | Austria Daniel Mesotitsch · Friedrich Pinter · Wolfgang Rottmann · Christoph Sumann |
| 13 marca                                               | Bieg masowy (15 km)                                    | Ole Einar Bjørndalen                                                             | Sven Fischer                                                                   | Raphaël Poirée                                                                      |

| 9. Chanty-Mansyjsk, 16.03.2005 – 19.03.2005 | 9. Chanty-Mansyjsk, 16.03.2005 – 19.03.2005 | 9. Chanty-Mansyjsk, 16.03.2005 – 19.03.2005 | 9. Chanty-Mansyjsk, 16.03.2005 – 19.03.2005 | 9. Chanty-Mansyjsk, 16.03.2005 – 19.03.2005 |
| Data                                        | Konkurencja                                 | miejsce                                     | miejsce                                     | miejsce                                     |
| ------------------------------------------- | ------------------------------------------- | ------------------------------------------- | ------------------------------------------- | ------------------------------------------- |
| 16 marca                                    | Sprint (10 km)                              | Sven Fischer                                | Aleh Ryżenkau                               | Halvard Hanevold                            |
| 17 marca                                    | Bieg pościgowy (12,5 km)                    | Ole Einar Bjørndalen                        | Andrij Deryzemla                            | Tomasz Sikora                               |
| 19 marca                                    | Bieg masowy (15 km)                         | Raphaël Poirée                              | Ole Einar Bjørndalen                        | Siergiej Rożkow                             |

### Klasyfikacje
| Miejsce | Zawodnik             | Punkty |
| ------- | -------------------- | ------ |
| 1       | Ole Einar Bjørndalen | 923    |
| 2       | Sven Fischer         | 912    |
| 3       | Raphaël Poirée       | 869    |
| 4       | Siergiej Czepikow    | 672    |
| 5       | Siergiej Rożkow      | 656    |
| 6       | Ricco Groß           | 645    |
| 7       | Vincent Defrasne     | 625    |
| 8       | Nikołaj Krugłow      | 603    |
| 9       | Michael Greis        | 594    |
| 10      | Stian Eckhoff        | 579    |
| 11      | Halvard Hanevold     | 551    |
| 12      | Tomasz Sikora        | 508    |
| 13      | Egil Gjelland        | 507    |
| 14      | Carl Johan Bergman   | 401    |
| 15      | Frode Andresen       | 365    |
| 16      | Ilmārs Bricis        | 319    |
| 17      | Lars Berger          | 298    |
| 18      | Iwan Czeriezow       | 284    |
| 19      | Wolfgang Rottmann    | 249    |
| 20      | Ołeksandr Biłanenko  | 227    |
| 21      | Björn Ferry          | 223    |
| 22      | Daniel Graf          | 219    |
| 23      | Alexander Wolf       | 210    |
| 24      | Zhang Chengye        | 206    |
| 25      | Aleh Ryżenkau        | 192    |
| 26      | Ferréol Cannard      | 185    |
| 27      | Ludwig Gredler       | 183    |
| 28      | Daniel Mesotitsch    | 181    |
| 29      | Julien Robert        | 180    |
| 30      | Andreas Birnbacher   | 169    |
| 31      | Andrij Deryzemla     | 168    |

| Miejsce | Zawodnik                | Punkty |
| ------- | ----------------------- | ------ |
| 32      | Matthias Simmen         | 163    |
| 33      | Jay Hakkinen            | 157    |
| 34      | Alexander Os            | 148    |
| 35      | Aleksandr Syman         | 145    |
| 36      | Roman Dostál            | 128    |
| 37      | Michal Šlesingr         | 128    |
| 38      | Paavo Puurunen          | 122    |
| 39      | Wolfgang Perner         | 117    |
| 40      | Wjaczesław Derkacz      | 99     |
| 41      | Rene Laurent Vuillermoz | 98     |
| 42      | Mattias Nilsson         | 90     |
| 43      | Wilfried Pallhuber      | 87     |
| 44      | Filip Szulman           | 80     |
| 45      | Tomáš Holubec           | 74     |
| 46      | Rustam Waliullin        | 72     |
| 47      | Christoph Sumann        | 65     |
| 48      | Siergiej Konowałow      | 63     |
| 49      | Michael Rösch           | 63     |
| 50      | Vesa Hietalahti         | 58     |
| 51      | Lionel Grebot           | 55     |
| 52      | Alexandre Aubert        | 55     |
| 53      | Janno Prants            | 49     |
| 54      | Sergiej Baszkirow       | 44     |
| 55      | Friedrich Pinter        | 43     |
| 56      | Hidenori Isa            | 43     |
| 57      | Wiesław Ziemianin       | 41     |
| 58      | Zdeněk Vítek            | 39     |
| 59      | Pavol Hurajt            | 39     |
| 60      | Maksim Czudow           | 38     |
| 61      | Siarhiej Nowikau        | 37     |
| 62      | Jeremy Teela            | 36     |

| Miejsce | Zawodnik             | Punkty |
| ------- | -------------------- | ------ |
| 63      | Janez Marič          | 29     |
| 64      | Władimir Grigorjew   | 29     |
| 65      | Petr Garabík         | 28     |
| 66      | Rusłan Łysenko       | 27     |
| 67      | Anstein Mykland      | 26     |
| 68      | Jörn Wollschläger    | 26     |
| 69      | Christian De Lorenzi | 20     |
| 70      | Aleksiej Ajdarau     | 20     |
| 71      | Władimir Draczow     | 20     |
| 72      | Simon Hallenbarter   | 20     |
| 73      | Wadim Saszurin       | 18     |
| 74      | Robin Clegg          | 18     |
| 75      | Indrek Tobreluts     | 15     |
| 76      | Timo Antila          | 15     |
| 77      | Raivis Zīmelis       | 13     |
| 78      | Paolo Longo          | 13     |
| 79      | Roman Pryma          | 13     |
| 80      | Pawieł Rostowcew     | 11     |
| 81      | Andrej Prokunin      | 10     |
| 82      | Dmitrij Jaroszenko   | 9      |
| 83      | Ondřej Moravec       | 9      |
| 84      | Krzysztof Pływaczyk  | 7      |
| 85      | Jānis Bērziņš        | 7      |
| 86      | Matjaž Poklukar      | 6      |
| 87      | Aleksandr Czerwiakow | 4      |
| 88      | Dimitri Borovik      | 3      |
| 89      | Janez Ožbolt         | 2      |
| 90      | Roland Zwahlen       | 1      |
| 91      | Ołeksij Korobejnikow | 1      |
| 92      | Jouni Kinnunen       | 1      |

| Miejsce | Zawodnik             | Punkty |
| ------- | -------------------- | ------ |
| 1       | Michael Greis        | 130    |
| 1       | Ole Einar Bjørndalen | 130    |
| 3       | Sven Fischer         | 127    |
| 4       | Siergiej Czepikow    | 114    |
| 5       | Tomasz Sikora        | 104    |
| 6       | Raphaël Poirée       | 99     |
| 7       | Ricco Groß           | 91     |
| 8       | Nikołaj Krugłow      | 85     |
| 9       | Vincent Defrasne     | 82     |
| 10      | Iwan Czeriezow       | 80     |

| Miejsce | Zawodnik             | Punkty |
| ------- | -------------------- | ------ |
| 1       | Ole Einar Bjørndalen | 330    |
| 2       | Sven Fischer         | 323    |
| 3       | Raphaël Poirée       | 277    |
| 4       | Siergiej Czepikow    | 247    |
| 5       | Siergiej Rożkow      | 236    |
| 6       | Halvard Hanevold     | 231    |
| 7       | Stian Eckhoff        | 223    |
| 8       | Nikołaj Krugłow      | 204    |
| 9       | Michael Greis        | 204    |
| 10      | Ricco Groß           | 202    |

| Miejsce | Zawodnik             | Punkty |
| ------- | -------------------- | ------ |
| 1       | Sven Fischer         | 326    |
| 2       | Ole Einar Bjørndalen | 317    |
| 3       | Raphaël Poirée       | 274    |
| 4       | Siergiej Rożkow      | 272    |
| 5       | Ricco Groß           | 250    |
| 6       | Vincent Defrasne     | 242    |
| 7       | Nikołaj Krugłow      | 230    |
| 8       | Siergiej Czepikow    | 223    |
| 9       | Egil Gjelland        | 206    |
| 10      | Stian Eckhoff        | 201    |

| Miejsce | Zawodnik             | Punkty |
| ------- | -------------------- | ------ |
| 1       | Raphaël Poirée       | 146    |
| 1       | Ole Einar Bjørndalen | 146    |
| 3       | Sven Fischer         | 123    |
| 4       | Tomasz Sikora        | 108    |
| 5       | Stian Eckhoff        | 103    |
| 6       | Iwan Czeriezow       | 95     |
| 7       | Siergiej Rożkow      | 93     |
| 8       | Siergiej Czepikow    | 88     |
| 9       | Nikołaj Krugłow      | 84     |
| 10      | Ricco Groß           | 84     |

| Miejsce | Reprezentacja | Punkty |
| ------- | ------------- | ------ |
| 1       | Norwegia      | 200    |
| 2       | Niemcy        | 181    |
| 3       | Rosja         | 178    |
| 4       | Austria       | 155    |
| 5       | Francja       | 151    |
| 6       | Szwecja       | 150    |
| 7       | Białoruś      | 142    |
| 8       | Ukraina       | 136    |
| 9       | Włochy        | 114    |
| 10      | Czechy        | 113    |

| Miejsce | Reprezentacja | Punkty |
| ------- | ------------- | ------ |
| 1       | Norwegia      | 4889   |
| 2       | Niemcy        | 4746   |
| 3       | Rosja         | 4632   |
| 4       | Francja       | 4435   |
| 5       | Austria       | 4003   |
| 6       | Białoruś      | 3821   |
| 7       | Szwecja       | 3811   |
| 8       | Ukraina       | 3564   |
| 9       | Czechy        | 3553   |
| 10      | Polska        | 3286   |

## Kobiety

### Wyniki
| 1. Beitostølen, 02.12.2004 – 05.12.2004 | 1. Beitostølen, 02.12.2004 – 05.12.2004 | 1. Beitostølen, 02.12.2004 – 05.12.2004                           | 1. Beitostølen, 02.12.2004 – 05.12.2004                        | 1. Beitostølen, 02.12.2004 – 05.12.2004                                                |
| Data                                    | Konkurencja                             | miejsce                                                           | miejsce                                                        | miejsce                                                                                |
| --------------------------------------- | --------------------------------------- | ----------------------------------------------------------------- | -------------------------------------------------------------- | -------------------------------------------------------------------------------------- |
| 2 grudnia                               | Sprint (7,5 km)                         | Uschi Disl                                                        | Andrea Henkel                                                  | Albina Achatowa                                                                        |
| 4 grudnia                               | Bieg pościgowy (10 km)                  | Uschi Disl                                                        | Olga Pylowa                                                    | Martina Glagow                                                                         |
| 5 grudnia                               | Sztafeta (4 * 6 km)                     | Rosja Albina Achatowa · Olga Pylowa · Anna Bogalij · Olga Zajcewa | Niemcy Uschi Disl · Katja Beer · Kati Wilhelm · Martina Glagow | Francja Delphyne Peretto · Christelle Gros · Florence Baverel-Robert · Sandrine Bailly |

| 2. Oslo/Holmenkollen, 09.12.2004 – 12.12.2004 | 2. Oslo/Holmenkollen, 09.12.2004 – 12.12.2004 | 2. Oslo/Holmenkollen, 09.12.2004 – 12.12.2004 | 2. Oslo/Holmenkollen, 09.12.2004 – 12.12.2004 | 2. Oslo/Holmenkollen, 09.12.2004 – 12.12.2004 |
| Data                                          | Konkurencja                                   | miejsce                                       | miejsce                                       | miejsce                                       |
| --------------------------------------------- | --------------------------------------------- | --------------------------------------------- | --------------------------------------------- | --------------------------------------------- |
| 9 grudnia                                     | Bieg indywidualny (15 km)                     | Martina Glagow                                | Swietłana Iszmuratowa                         | Magdalena Gwizdoń                             |
| 11 grudnia                                    | Sprint (7,5 km)                               | Olga Zajcewa                                  | Olga Pylowa Tadeja Brankovič                  |                                               |
| 12 grudnia                                    | Bieg pościgowy (10 km)                        | Sandrine Bailly                               | Olga Zajcewa                                  | Ołena Zubryłowa                               |

| 3. Östersund, 16.12.2004 – 19.12.2004 | 3. Östersund, 16.12.2004 – 19.12.2004 | 3. Östersund, 16.12.2004 – 19.12.2004 | 3. Östersund, 16.12.2004 – 19.12.2004 | 3. Östersund, 16.12.2004 – 19.12.2004 |
| Data                                  | Konkurencja                           | miejsce                               | miejsce                               | miejsce                               |
| ------------------------------------- | ------------------------------------- | ------------------------------------- | ------------------------------------- | ------------------------------------- |
| 16 grudnia                            | Sprint (7,5 km)                       | Sandrine Bailly                       | Olga Zajcewa                          | Tadeja Brankovič                      |
| 18 grudnia                            | Bieg pościgowy (10 km)                | Olga Zajcewa                          | Sandrine Bailly                       | Olga Pylowa                           |
| 19 grudnia                            | Bieg masowy (12,5 km)                 | Liv Grete Poirée                      | Olga Zajcewa                          | Linda Tjørhom                         |

| 4. Oberhof, 06.01.2005 – 09.01.2005 | 4. Oberhof, 06.01.2005 – 09.01.2005 | 4. Oberhof, 06.01.2005 – 09.01.2005                            | 4. Oberhof, 06.01.2005 – 09.01.2005                                        | 4. Oberhof, 06.01.2005 – 09.01.2005                                          |
| Data                                | Konkurencja                         | miejsce                                                        | miejsce                                                                    | miejsce                                                                      |
| ----------------------------------- | ----------------------------------- | -------------------------------------------------------------- | -------------------------------------------------------------------------- | ---------------------------------------------------------------------------- |
| 6 stycznia                          | Sztafeta (4 * 6 km)                 | Niemcy Uschi Disl · Katrin Apel · Andrea Henkel · Kati Wilhelm | Rosja Olga Pylowa · Julija Makarowa · Swietłana Iszmuratowa · Olga Zajcewa | Słowenia Andreja Koblar · Teja Gregorin · Dijana Grudiček · Tadeja Brankovič |
| 8 stycznia                          | Sprint (7,5 km)                     | Linda Tjørhom                                                  | Uschi Disl                                                                 | Kati Wilhelm                                                                 |
| 9 stycznia                          | Bieg pościgowy (10 km)              | Uschi Disl                                                     | Kati Wilhelm                                                               | Linda Tjørhom                                                                |

| 5. Ruhpolding, 12.01.2005 – 16.01.2005 | 5. Ruhpolding, 12.01.2005 – 16.01.2005 | 5. Ruhpolding, 12.01.2005 – 16.01.2005                                  | 5. Ruhpolding, 12.01.2005 – 16.01.2005                          | 5. Ruhpolding, 12.01.2005 – 16.01.2005                                                |
| Data                                   | Konkurencja                            | miejsce                                                                 | miejsce                                                         | miejsce                                                                               |
| -------------------------------------- | -------------------------------------- | ----------------------------------------------------------------------- | --------------------------------------------------------------- | ------------------------------------------------------------------------------------- |
| 12 stycznia                            | Sztafeta (4 * 6 km)                    | Rosja Olga Pylowa · Anna Bogalij · Swietłana Iszmuratowa · Olga Zajcewa | Niemcy Uschi Disl · Katrin Apel · Martina Glagow · Kati Wilhelm | Norwegia Linda Tjørhom · Tora Berger · Gro Marit Istad-Kristiansen · Liv Grete Poirée |
| 14 stycznia                            | Sprint (7,5 km)                        | Olga Pylowa Swietłana Czernousowa                                       |                                                                 | Martina Glagow                                                                        |
| 16 stycznia                            | Bieg pościgowy (10 km)                 | Olga Pylowa                                                             | Liu Xianying                                                    | Linda Tjørhom                                                                         |

| 6. Anterselva, 20.01.2005 – 23.01.2005 | 6. Anterselva, 20.01.2005 – 23.01.2005 | 6. Anterselva, 20.01.2005 – 23.01.2005 | 6. Anterselva, 20.01.2005 – 23.01.2005 | 6. Anterselva, 20.01.2005 – 23.01.2005 |
| Data                                   | Konkurencja                            | miejsce                                | miejsce                                | miejsce                                |
| -------------------------------------- | -------------------------------------- | -------------------------------------- | -------------------------------------- | -------------------------------------- |
| 20 stycznia                            | Bieg indywidualny (15 km)              | Ołena Zubryłowa                        | Anna Carin Olofsson                    | Olga Pylowa                            |
| 22 stycznia                            | Sprint (7,5 km)                        | Kati Wilhelm                           | Tora Berger                            | Linda Tjørhom                          |
| 23 stycznia                            | Bieg pościgowy (10 km)                 | Sandrine Bailly                        | Tora Berger                            | Simone Denkinger                       |

| 7. Cesana San Sicario, 10.02.2005 – 13.02.2005 | 7. Cesana San Sicario, 10.02.2005 – 13.02.2005 | 7. Cesana San Sicario, 10.02.2005 – 13.02.2005                          | 7. Cesana San Sicario, 10.02.2005 – 13.02.2005                                     | 7. Cesana San Sicario, 10.02.2005 – 13.02.2005                                  |
| Data                                           | Konkurencja                                    | miejsce                                                                 | miejsce                                                                            | miejsce                                                                         |
| ---------------------------------------------- | ---------------------------------------------- | ----------------------------------------------------------------------- | ---------------------------------------------------------------------------------- | ------------------------------------------------------------------------------- |
| 10 lutego                                      | Bieg indywidualny (15 km)                      | Anna Bogalij                                                            | Olga Pylowa                                                                        | Kati Wilhelm                                                                    |
| 12 lutego                                      | Sprint (7,5 km)                                | Kati Wilhelm                                                            | Magdalena Gwizdoń                                                                  | Liu Xianying                                                                    |
| 13 lutego                                      | Sztafeta (4 * 6 km)                            | Rosja Olga Pylowa · Swietłana Iszmuratowa · Anna Bogalij · Olga Zajcewa | Francja Delphyne Peretto · Christelle Gros · Anne-Laure Mignerey · Sandrine Bailly | Białoruś Jekatierina Iwanowa · Olga Nazarowa · Ludmiła Anańka · Ołena Zubryłowa |

| 8. Pokljuka, 17.02.2005 – 20.02.2005 | 8. Pokljuka, 17.02.2005 – 20.02.2005 | 8. Pokljuka, 17.02.2005 – 20.02.2005 | 8. Pokljuka, 17.02.2005 – 20.02.2005 | 8. Pokljuka, 17.02.2005 – 20.02.2005 |
| Data                                 | Konkurencja                          | miejsce                              | miejsce                              | miejsce                              |
| ------------------------------------ | ------------------------------------ | ------------------------------------ | ------------------------------------ | ------------------------------------ |
| 17 lutego                            | Sprint (7,5 km)                      | Sandrine Bailly                      | Kong Yingchao                        | Gro Marit Istad-Kristiansen          |
| 19 lutego                            | Bieg pościgowy (10 km)               | Sandrine Bailly                      | Kong Yingchao                        | Olga Zajcewa                         |
| 20 lutego                            | Bieg masowy (12,5 km)                | Sandrine Bailly                      | Olga Pylowa                          | Kati Wilhelm                         |

| Mistrzostwa świata Hochfilzen, 05.03.2005 – 13.03.2005 | Mistrzostwa świata Hochfilzen, 05.03.2005 – 13.03.2005 | Mistrzostwa świata Hochfilzen, 05.03.2005 – 13.03.2005                  | Mistrzostwa świata Hochfilzen, 05.03.2005 – 13.03.2005         | Mistrzostwa świata Hochfilzen, 05.03.2005 – 13.03.2005                          |
| Data                                                   | Konkurencja                                            | miejsce                                                                 | miejsce                                                        | miejsce                                                                         |
| ------------------------------------------------------ | ------------------------------------------------------ | ----------------------------------------------------------------------- | -------------------------------------------------------------- | ------------------------------------------------------------------------------- |
| 5 marca                                                | Sprint (7,5 km)                                        | Uschi Disl                                                              | Olga Zajcewa                                                   | Ołena Zubryłowa                                                                 |
| 6 marca                                                | Bieg pościgowy (10 km)                                 | Uschi Disl                                                              | Liu Xianying                                                   | Olga Zajcewa                                                                    |
| 8 marca                                                | Bieg indywidualny (15 km)                              | Andrea Henkel                                                           | Sun Ribo                                                       | Linda Tjørhom                                                                   |
| 11 marca                                               | Sztafeta (4 * 6 km)                                    | Rosja Olga Pylowa · Swietłana Iszmuratowa · Anna Bogalij · Olga Zajcewa | Niemcy Uschi Disl · Katrin Apel · Andrea Henkel · Kati Wilhelm | Białoruś Jekatierina Iwanowa · Olga Nazarowa · Ludmiła Anańka · Ołena Zubryłowa |
| 13 marca                                               | Bieg masowy (12,5 km)                                  | Gro Marit Istad-Kristiansen                                             | Anna Carin Olofsson                                            | Olga Pylowa                                                                     |

| 9. Chanty-Mansyjsk, 16.03.2005 – 19.03.2005 | 9. Chanty-Mansyjsk, 16.03.2005 – 19.03.2005 | 9. Chanty-Mansyjsk, 16.03.2005 – 19.03.2005 | 9. Chanty-Mansyjsk, 16.03.2005 – 19.03.2005 | 9. Chanty-Mansyjsk, 16.03.2005 – 19.03.2005 |
| Data                                        | Konkurencja                                 | miejsce                                     | miejsce                                     | miejsce                                     |
| ------------------------------------------- | ------------------------------------------- | ------------------------------------------- | ------------------------------------------- | ------------------------------------------- |
| 16 marca                                    | Sprint (7,5 km)                             | Katrin Apel                                 | Swietłana Iszmuratowa                       | Simone Denkinger                            |
| 17 marca                                    | Bieg pościgowy (10 km)                      | Kati Wilhelm                                | Sandrine Bailly                             | Olga Zajcewa                                |
| 19 marca                                    | Bieg masowy (12,5 km)                       | Olga Zajcewa                                | Kati Wilhelm                                | Anna Bogalij                                |

### Klasyfikacje
| Miejsce | Zawodniczka                 | Punkty |
| ------- | --------------------------- | ------ |
| 1       | Sandrine Bailly             | 847    |
| 2       | Kati Wilhelm                | 833    |
| 3       | Olga Pylowa                 | 830    |
| 4       | Olga Zajcewa                | 752    |
| 5       | Uschi Disl                  | 659    |
| 6       | Liu Xianying                | 627    |
| 7       | Ołena Zubryłowa             | 557    |
| 8       | Katrin Apel                 | 523    |
| 9       | Linda Tjørhom               | 490    |
| 10      | Anna Carin Olofsson         | 474    |
| 11      | Martina Glagow              | 468    |
| 12      | Swietłana Iszmuratowa       | 458    |
| 13      | Gro Marit Istad-Kristiansen | 454    |
| 14      | Andrea Henkel               | 431    |
| 15      | Anna Bogalij                | 425    |
| 16      | Albina Achatowa             | 405    |
| 17      | Tora Berger                 | 389    |
| 18      | Simone Denkinger            | 375    |
| 19      | Michela Ponza               | 372    |
| 20      | Florence Baverel-Robert     | 366    |
| 21      | Ekaterina Dafowska          | 330    |
| 22      | Liv Grete Poirée            | 315    |
| 23      | Tadeja Brankovič            | 257    |
| 24      | Swietłana Czernousowa       | 234    |
| 25      | Natalja Gusiewa             | 234    |
| 26      | Magdalena Gwizdoń           | 225    |
| 27      | Katja Beer                  | 219    |
| 28      | Kong Yingchao               | 209    |
| 29      | Kateřina Holubcová          | 208    |

| Miejsce | Zawodnik             | Punkty |
| ------- | -------------------- | ------ |
| 30      | Olga Nazarowa        | 198    |
| 31      | Pawlina Filipowa     | 183    |
| 32      | Soňa Mihoková        | 166    |
| 33      | Oksana Chwostenko    | 165    |
| 34      | Delphyne Peretto     | 155    |
| 35      | Julija Makarowa      | 127    |
| 36      | Rachel Steer         | 123    |
| 37      | Irena Česneková      | 109    |
| 38      | Éva Tófalvi          | 107    |
| 39      | Yin Qiao             | 106    |
| 40      | Sun Ribo             | 102    |
| 41      | Teja Gregorin        | 89     |
| 42      | Natalia Lewczenkowa  | 87     |
| 43      | Hou Yuxia            | 79     |
| 44      | Sabrina Buchholz     | 74     |
| 45      | Jekatierina Iwanowa  | 72     |
| 46      | Liv-Kjersti Eikeland | 57     |
| 47      | Saskia Santer        | 52     |
| 48      | Sanna-Leena Perunka  | 52     |
| 49      | Andreja Mali         | 48     |
| 50      | Irina Malgina        | 43     |
| 51      | Zina Kocher          | 42     |
| 52      | Dijana Grudiček      | 40     |
| 53      | Kanae Meguro         | 39     |
| 54      | Andreja Koblar       | 37     |
| 55      | Martina Halinárová   | 37     |
| 56      | Zdenka Vejnarová     | 36     |
| 57      | Ann Kristin Flatland | 33     |

| Miejsce | Zawodnik            | Punkty |
| ------- | ------------------- | ------ |
| 58      | Anna Murínová       | 31     |
| 59      | Ludmiła Anańka      | 30     |
| 60      | Lilija Jefremowa    | 25     |
| 61      | Krystyna Pałka      | 25     |
| 62      | Madara Līduma       | 24     |
| 63      | Uljana Dienisowa    | 22     |
| 64      | Ołena Petrowa       | 21     |
| 65      | Lenka Faltusová     | 19     |
| 66      | Anne-Laure Mignerey | 18     |
| 67      | Oksana Jakowlewa    | 16     |
| 68      | Jekatierina Jurjewa | 13     |
| 69      | Outi Kettunen       | 12     |
| 70      | Katja Haller        | 12     |
| 71      | Tracy Barnes        | 12     |
| 72      | Pauline Jacquin     | 11     |
| 73      | Dong Xue            | 10     |
| 74      | Anna Sprung         | 10     |
| 75      | Jenny Adler         | 9      |
| 76      | Christelle Gros     | 8      |
| 77      | Dana Cojocea        | 7      |
| 78      | Nathalie Santer     | 6      |
| 79      | Nina Łemesz         | 5      |
| 80      | Tamami Tanaka       | 5      |
| 81      | Nina Kadewa         | 4      |
| 82      | Radka Popowa        | 4      |
| 83      | Jill Beste Krause   | 3      |
| 84      | Iryna Tananajko     | 3      |
| 85      | Ikuyo Tsukidate     | 2      |

| Miejsce | Zawodniczka             | Punkty |
| ------- | ----------------------- | ------ |
| 1       | Olga Pylowa             | 123    |
| 2       | Martina Glagow          | 115    |
| 3       | Swietłana Iszmuratowa   | 104    |
| 4       | Sandrine Bailly         | 90     |
| 5       | Anna Carin Olofsson     | 89     |
| 6       | Ekaterina Dafowska      | 89     |
| 7       | Simone Denkinger        | 88     |
| 8       | Florence Baverel-Robert | 87     |
| 9       | Albina Achatowa         | 86     |
| 10      | Uschi Disl              | 86     |

| Miejsce | Zawodniczka                 | Punkty |
| ------- | --------------------------- | ------ |
| 1       | Kati Wilhelm                | 305    |
| 2       | Sandrine Bailly             | 294    |
| 3       | Olga Zajcewa                | 292    |
| 4       | Uschi Disl                  | 282    |
| 5       | Olga Pylowa                 | 266    |
| 6       | Liu Xianying                | 243    |
| 7       | Ołena Zubryłowa             | 230    |
| 8       | Katrin Apel                 | 195    |
| 9       | Linda Tjørhom               | 193    |
| 10      | Gro Marit Istad-Kristiansen | 185    |

| Miejsce | Zawodniczka     | Punkty |
| ------- | --------------- | ------ |
| 1       | Sandrine Bailly | 322    |
| 2       | Olga Pylowa     | 298    |
| 3       | Olga Zajcewa    | 290    |
| 4       | Kati Wilhelm    | 281    |
| 5       | Uschi Disl      | 247    |
| 6       | Liu Xianying    | 230    |
| 7       | Katrin Apel     | 207    |
| 8       | Linda Tjørhom   | 184    |
| 9       | Ołena Zubryłowa | 180    |
| 10      | Martina Glagow  | 161    |

| Miejsce | Zawodniczka                 | Punkty |
| ------- | --------------------------- | ------ |
| 1       | Olga Zajcewa                | 136    |
| 2       | Olga Pylowa                 | 129    |
| 3       | Kati Wilhelm                | 126    |
| 4       | Sandrine Bailly             | 110    |
| 5       | Liu Xianying                | 94     |
| 6       | Gro Marit Istad-Kristiansen | 93     |
| 7       | Andrea Henkel               | 87     |
| 8       | Michela Ponza               | 76     |
| 9       | Anna Carin Olofsson         | 75     |
| 10      | Ołena Zubryłowa             | 75     |

| Miejsce | Reprezentacja | Punkty |
| ------- | ------------- | ------ |
| 1       | Rosja         | 200    |
| 2       | Niemcy        | 188    |
| 3       | Norwegia      | 163    |
| 4       | Francja       | 159    |
| 5       | Białoruś      | 150    |
| 6       | Słowenia      | 139    |
| 7       | Chiny         | 138    |
| 8       | Bułgaria      | 123    |
| 9       | Słowacja      | 122    |
| 10      | Ukraina       | 119    |

| Miejsce | Reprezentacja | Punkty |
| ------- | ------------- | ------ |
| 1       | Rosja         | 4910   |
| 2       | Niemcy        | 4815   |
| 3       | Norwegia      | 4367   |
| 4       | Francja       | 4206   |
| 5       | Chiny         | 4012   |
| 6       | Białoruś      | 3914   |
| 7       | Słowenia      | 3693   |
| 8       | Czechy        | 3602   |
| 9       | Bułgaria      | 3420   |
| 10      | Włochy        | 3317   |

## Wyniki Polaków

### Indywidualnie
(do uzupełnienia)

### Drużynowo
(do uzupełnienia)